# Paroeax
Paroeax är ett släkte av skalbaggar. Paroeax ingår i familjen långhorningar.
Kladogram enligt Catalogue of Life:
| Paroeax | \| \| Paroeax nasicornis \| \| \| \| \| \| Paroeax schoutedeni \| \| \| \| |
|         | \| \| Paroeax nasicornis \| \| \| \| \| \| Paroeax schoutedeni \| \| \| \| |
|         | Paroeax nasicornis                                                         |
|         |                                                                            |
|         | Paroeax schoutedeni                                                        |
|         |                                                                            |